# Heinz Gulich
Heinz Gulich (* 3. Oktober 1931; † Januar 1990) war ein deutscher Politiker de DDR-Blockpartei CDU. Er war Vorsitzender des Bezirksvorstandes Frankfurt (Oder) der Christlich-Demokratischen Union Deutschlands (CDU).

## Leben
Gulich war von Beruf Lehrer und zuletzt stellvertretender Direktor der Pestalozzi-Oberschule in Oberoderwitz, Kreis Löbau. 
1949 trat Gulich der CDU bei. Er fungierte ab 1970 als Vorsitzender des Kreisvorstandes Löbau, war Abgeordneter des Kreistages und des Bezirkstages Dresden. Ab Mai 1979 war er Vorsitzender des Bezirksverbandes Frankfurt (Oder) der CDU. Im Februar 1984 schied er aus dieser Funktion aus. Zuletzt war er bis zu seinem Tod Vorsitzender des Kreisverbandes Frankfurt (Oder). Gulich verstarb nach kurzer schwerer Krankheit im Alter von 58 Jahren.

## Auszeichnungen
- Verdienstmedaille der DDR (1970)
- Vaterländischer Verdienstorden in Bronze (1976)